# 山田隆亮
山田 隆亮（やまだ たかあき）は、日本の情報工学者・システム工学者。大阪工業大学情報科学部情報システム学科教授。博士（情報科学）（大阪大学）。電子情報通信学会マルチメディア情報ハイディング・エンリッチメント研究専門委員会専門委員。
専門は、情報システムデザイン・システム工学、マルチメディア工学・ソフトウェア工学、社会インフラ情報システム・情報セキュリティ（特にコンテンツ/画像セキュリティ）。

## 略歴
1988年京都大学工学部卒業。日立製作所システム開発研究所および横浜研究所にて、社会インフラシステム・情報セキュリティの研究開発に従事し、主任研究員を務める。2006年大阪大学大学院情報科学研究科マルチメディア工学専攻にて博士（情報科学）（大阪大学）。2015年電気通信大学大学院情報メディアシステム学専攻客員准教授などを経て、2019年大阪工業大学情報科学部情報システム学科教授として着任。
主な所属学会は、情報処理学会、映像情報メディア学会、電子情報通信学会、電気学会。主な受賞は、情報処理学会論文賞(2005)。

## 主な研究
- 鉄道システム設計最適化へのアプローチ
- 放送コンテンツの著作権保護における電子透かしの利用方法 - NHK放送技術研究所・電気通信大学との共同研究[4]
- 地域密着型スーパーのPOSデータ分析による需給情報の利用方法についての一考察
- システムダイナミクスを用いた奈良の社会環境変化予測についての一検討
- スタンプラリー計画技法およびNFCを利用したシステム開発についての研究

情報工学の対外啓蒙活動として、芝浦工業大学2013年度卒研プレゼミナール特別講義（テーマ：情報セキュリティ・電子透かしの開発）での講師を務めている。